# Alexanderparkiet
De alexanderparkiet (Psittacula alexandri) is een papegaaiachtige uit de familie van de papegaaien van de Oude Wereld (Psittaculidae). De wetenschappelijke naam van de soort werd als Psittacus alexandri in 1758 gepubliceerd door Carl Linnaeus.

## Verspreiding en leefgebied
Deze soort komt voor van noordelijk India tot Java en Borneo. Er worden acht ondersoorten onderscheiden:
- P. a. fasciata (Statius Müller, 1776): van noordelijk India tot zuidelijk China en Indochina.
- P. a. abbotti (Oberholser, 1919): Andamanen.
- P. a. cala (Oberholser, 1912): Simeulue (westelijk van Sumatra).
- P. a. major  (Richmond, 1902): Lasia en Babi (westelijk van Sumatra).
- P. a. perionca (Oberholser, 1912): Nias.
- P. a. alexandri Linnaeus, 1758: Java, Bali en zuidelijk Borneo.
- P. a. dammermani Chasen & Kloss, 1932: Karimundjawa (Javazee).
- P. a. kangeanensis Hoogerwerf, 1962: Kangean (Javazee).

## Status
De grootte van de populatie is niet gekwantificeerd maar de soort wordt omschreven als vrij algemeen. Er wordt echter aangenomen  dat dit aantal snel achteruitgaat door habitatverlies en stroperij. Op de Rode lijst van de IUCN heeft deze soort daarom de status gevoelig.